# Sherbet (ban nhạc)
Sherbet (hay còn gọi là Highway hoặc The Sherbs) là một ban nhạc rock người Úc thành lập năm 1969. Đội hình Daryl Braithwaite hát chính, guitar bass của Tony Mitchell, keyboard của Garth Porter, trống của Alan Sandow và guitar Clive Shakespeare đã mang đến một phong cách pop hướng đến tuổi teen. Năm 1976, Shakespeare rời đi và nhanh chóng được thay thế bởi Harvey James. Từ năm 1970 đến năm 1984, Sherbet đã phát hành 20 đĩa đơn ăn khách tại Úc và phát hành 10 album được chứng nhận Bạch kim. Đĩa đơn "Howzat" từng đạt vị trí quán quân vào năm 1976, cũng đạt vị trí thứ 4 trên UK Singles Chart. Sherbet là ban nhạc Úc đầu tiên đạt doanh số 1 triệu đô la tại Úc, và họ là người tiên phong trong các chuyến lưu diễn lớn trong khu vực.
Theo Ian McFarlane, "song hành với Skyhooks, Sherbet là ban nhạc pop Úc thành công nhất trong những năm 1970." Năm 1990, Sherbet được giới thiệu vào Đại sảnh Danh vọng ARIA.

## Lịch sử

### 1969–1972: Thành lập và những năm đầu
Sherbet được thành lập tại Sydney vào tháng 4 năm 1969, với Denis Loughlin (cựu thành viên của Sebastian Hardie Blues Band và Clapham Junction) hát, Doug Rea (cựu Downtown Roll Band) chơi guitar bass; tay chơi organ, guitar và hát Sammy See (cựu Clapham Junction), Clive Shakespeare (cựu Downtown Roll Band) chơi guitar chính và hát, và Danny Taylor (cựu Downtown Roll Band) chơi trống. Ban đầu họ là một ban nhạc soul, cover các bản nhạc của Motown và những tác phẩm dựa trên rock. Alan Sandow (cựu Daisy Roots) đã thay thế Taylor chơi trống vào tháng 7. Sherbet đã ký hợp đồng với hãng Infinity Records, một công ty con của Festival Records. Vào tháng 3 năm 1970, đĩa đơn đầu tiên của ban nhạc được phát hành, có chứa phiên bản cover của ca khúc "Crimson Ships" của Badfinger, từ album Magic Christian Music (1970).
Trong suốt năm 1970, ban nhạc đã biểu diễn tại Jonathon's Disco, bảy giờ một đêm, bốn đêm một tuần trong tám tháng. Họ đã gây ấn tượng người quản lý tương lai của họ, Roger Davies. Đến tháng 3, Daryl Braithwaite (cựu Bright Lights, House of Bricks, Samael Lilith) đã vào nhóm, ban đầu cùng hát chính với Loughlin, người đã rời ban nhạc vài tháng sau đó. Bạn cùng ban nhạc cũ của Braithwaite là Bruce Worrall đã thay thế vị trí guitar bass của Rea. Đến cuối năm, nhóm đã thực hiện chuyến lưu diễn quanh quốc gia đầu tiên của họ. See đã rời vào tháng 10 để tham gia The Flying Circus và được thay thế bởi Garth Porter (cựu Samael Lilith, Toby Jugg), một tay chơi đàn organ Hammond và piano điện.
Năm 1971, Sherbet tham gia cuộc thi nhạc rock quốc gia của Úc, Hoadley's Battle of the Sounds, và giành chiến thắng trong trận chung kết New South Wales nhưng để thua trong trận chung kết quốc gia trước Fraternity (do Bon Scott dẫn dắt, sau này tham gia AC/DC). Họ tham gia lần nữa vào năm 1972 và giành chiến thắng trong trận chung kết quốc gia.
Bài hát đầu tiên của Sherbet lọt vào bảng xếp hạng Go-Set National Top 40 là bản cover ca khúc "Can You Feel It Baby?" của Blue Mink (tháng 9 năm 1971), "Free the People" của Delaney & Bonnie (tháng 2 năm 1972) và "You're All Woman" của Ted Mulry (tháng 9 năm 1972). Hầu hết các bản thu âm ban đầu của họ được sản xuất bởi nhà sản xuất Richard Batchens của hãng Festival, người sau này đã sản xuất album và đĩa đơn cho một nghệ sĩ khác của hãng Infinity, Richard Clapton. Ban nhạc đã nâng tầm danh tiếng của mình với các vị trí hỗ trợ uy tín trong các chuyến lưu diễn lớn của các nghệ sĩ quốc tế bao gồm Gary Glitter và The Jackson 5.

### 1972–1975: Bắt đầu thành công
Vào tháng 1 năm 1972, 'đội hình kinh điển' của Sherbet được lập ra khi Tony Mitchell thay thế Worrall tại vị trí guitar bass: ban nhạc hiện bao gồm giọng ca chính Braithwaite, tay keyboard Porter, tay trống Sandow, tay bass Mitchell và tay guitar Shakespeare. Ban nhạc đã phát triển từ một ban nhạc cover theo nhạc soul thành một ban nhạc pop và rock dành cho tuổi teen chủ yếu dựa trên các sáng tác gốc. Tuy nhiên, họ vẫn thỉnh thoảng phát hành các bản cover trong suốt những năm 1970, bao gồm "Hound Dog" của Leiber & Stoller, "Nowhere Man" của The Beatles và "Wish Well" của Free. Từ năm 1972 đến năm 1976, đội ngũ sáng tác chính của Sherbet gồm Porter và Shakespeare chịu trách nhiệm đồng sáng tác phần lớn các tác phẩm của ban nhạc, vốn kết hợp những ảnh hưởng của nhạc pop Anh và nhạc soul Hoa Kỳ.
Sherbet phát hành album đầu tay của họ, Time Change... A Natural Progression, vào tháng 12 năm 1972 trên Infinity Records. Cũng trong tháng đó, ban nhạc đã được độc giả của Go-Set bình chọn là 'Nhóm nhạc Úc được yêu thích nhất' trong cuộc bình chọn hàng năm của họ. Đĩa đơn "You're All Woman" là sáng tác mặt A gốc đầu tiên của Sherbet, và đạt vị trí thứ 27 trên bảng xếp hạng Kent Music Report.
Vào tháng 9 năm 1973, ban nhạc lần đầu tiên lọt vào bảng xếp hạng Go-Set Top 10 với đĩa đơn "Cassandra". Album thứ hai của họ, On with the Show phát hành vào tháng 11, đạt vị trí thứ 6 trên Go-Set Top 20 Australian Albums Chart vào tháng 2 năm 1974. Tiếp theo là đĩa đơn "Slipstream" đạt vị trí thứ 7 trong bảng xếp hạng Go-Set National Top 40 vào tháng 8. Một chuỗi các bản nhạc ăn khách theo sau trên bảng xếp hạng Kent Music Report, với việc Sherbet phát hành các đĩa đơn như "Silvery Moon" (1974) và bản nhạc quán quân đầu tiên của họ "Summer Love" (1975). Tổng cộng có 11 bài hát của Sherbet lọt vào top 10 của Úc.
Ban nhạc là đứa con cưng của các người trẻ sính mốt Úc: trong sáu năm liên tiếp, họ được độc giả của TV Week bình chọn là 'Nhóm nhạc Úc được yêu thích nhất' cho Giải thưởng Vua nhạc Pop từ năm 1973 đến năm 1978. Từ năm 1975, họ xuất hiện trên chương trình truyền hình quốc gia Countdown nhiều hơn bất kỳ ban nhạc nào khác trong lịch sử của chương trình. Các thành viên ban nhạc - đặc biệt là Braithwaite - thường xuất hiện với tư cách là người đồng dẫn chương trình. Các album của Sherbet cũng được xếp hạng trên bảng xếp hạng Kent Music Report với Slipstream (1974) và Life... Is for Living (1975) đều đạt vị trí thứ 3, và album tổng hợp đầu tiên của họ, Sherbet's Greatest Hits (1970–1975)(1975) đã trở thành album quán quân đầu tiên của họ.
Từ năm 1974, Braithwaite duy trì sự nghiệp cá nhân song song với Sherbet. Braithwaite được bầu chọn là 'Ông hoàng nhạc Pop' trong ba năm liên tiếp, 1975 đến 1977. Bắt đầu từ năm 1975, các đĩa hát của Sherbet được sản xuất bởi Richard Lush, người từng là kỹ sư thực tập tại Abbey Road Studios của EMI, nơi ông đã giúp sản xuất một số bản ghi âm của The Beatles bao gồm Sgt. Pepper's Lonely Hearts Club Band. Porter bắt đầu tham gia hát chính trong các đĩa đơn của Sherbet, bao gồm "Hollywood Dreaming" và "A Matter of Time". Trong suốt thời đại này, Sherbet đã lưu diễn Úc thường xuyên và với sự cẩn thận đáng kể; họ là một trong số ít ban nhạc liên tục tổ chức các buổi hòa nhạc quy mô toàn diện ở các khu vực trong nước.
Ý tưởng cho những chiếc áo khoác satanh đến từ Garth Porter. Ông có một chiếc áo khoác bóng chày Hoa Kỳ, mua từ một cửa hàng tiết kiệm. Khi Richard Tyler đang thiết kế trang phục cho ban nhạc, Porter nói: "Nếu ông định làm cho tôi bất cứ thứ trang phục gì, hãy làm cho tôi một cái như thế này," rồi đưa chiếc áo khoác satanh cho Tyler xem. Ban quản lý của họ sau đó đã tiến xa hơn khi sử dụng bộ trang phục như một công cụ tiếp thị cho ban nhạc.

### 1976–1979: Nổi tiếng và tan rã
Tháng 1 năm 1976, Shakespeare rời Sherbet vì lý do 'cá nhân'. Sau đó, ông giải thích "Tôi rời ban nhạc vào đầu năm 1976 vì những lý do tôi không muốn nói ra... nhưng có thể nói rằng tôi không hài lòng về nơi số tiền đã ra đi". Đĩa đơn cuối cùng có tên ông là "Child's Play", nó đã đạt vị trí thứ 5 trong tháng 2. Shakespeare được thay thế trong một thời gian ngắn bởi tay guitar hành trình Gunther Gorman (cựu Home) nhưng trong vòng vài tuần, một người thay thế lâu dài hơn, Harvey James (cựu Mississippi, Ariel) đã tham gia. Trong khi đó, Mitchell đã cùng Porter hợp thành nhóm sáng tác chính mới của Sherbet. Cặp đôi chịu trách nhiệm sáng tác "Howzat" (1976), bản nhạc ăn khách quốc tế duy nhất của ban nhạc, lấy cảm hứng từ môn thể thao cricket. Thành công của bài hát đã dẫn đến một chuyến lưu diễn quốc tế sâu rộng vào năm 1976—77. "Howzat" đạt vị trí số một ở Úc và ở New Zealand, nó đã lọt vào Top 10 ở một số quốc gia châu Âu - bao gồm vị trí thứ 4 trên UK Singles Chart, vị trí thứ sáu ở Hà Lan và vị trí thứ tám ở Na Uy. Nó lọt vào top 10 ở Nam Phi, Đông Nam Á và Israel. Đĩa đơn có ít thành công Hoa Kỳ khi nó đạt vị trí thứ 61 trên Billboard Hot 100. Album cùng tên cũng đạt vị trí số 1 ở Úc, vị trí thứ 12 ở New Zealand, nhưng không thành công ở Hoa Kỳ.  Vào tháng 12 năm 1976, cuốn sách Sherbet on Tour của Christie Eliezer đã bán được 30.000 bản trong tuần đầu tiên.
Năm 1976, việc phát hành đĩa đơn mặt A đôi "You've Got The Gun / Rock Me Gently" đã chứng kiến công ty thu âm đặt quảng cáo toàn trang trên Billboard. Quảng cáo tiếp tục tuyên bố rằng ban nhạc có âm hưởng "như nhạc pop/rock tinh vi như Chicago hoặc Three Dog Night" và nói rằng đĩa đơn có "sự khác biệt duy nhất là đã nhận được phát sóng nhiều trước khi nó được xuất xưởng".
Với hy vọng đạt được nhiều thành công quốc tế hơn nữa, từ năm 1977, Sherbet đã dành vài năm để cố gắng tạo ảnh hưởng ở Mỹ. Album thứ sáu Photoplay (1977) của họ đã được đổi tên thành Magazine để phát hành tại Mỹ, và có bao bì gấp phức tạp. Mặc dù Photoplay và đĩa đơn đầu tiên của nó, "Magazine Madonna", đều thành công ở Úc - cả hai đều đạt vị trí thứ 3—Magazine lại không xếp hạng ở Mỹ cũng như đĩa đơn liên quan. Cùng năm đó, Sherbet đã cung cấp nhạc phim cho bộ phim hài High Rolling. Với việc Hoa Kỳ được chứng minh là một thị trường khó tính, hãng thu âm RSO của ban nhạc cảm thấy rằng cái tên Sherbet nhẹ nhàng có thể đã làm ảnh hưởng đến sự thành công của họ. Theo đó, album phòng thu thứ bảy Sherbet được phát hành tại Hoa Kỳ dưới tên nhóm mới, Highway, và được đặt lại tên là Highway 1 – nhưng nó cũng thất bại.
Vào thời điểm này, sự nghiệp của ban nhạc tại Úc đã bắt đầu xuống dốc. Mặc dù album Sherbet đạt vị trí thứ 3, "Another Night on the Road" (1978) là đĩa đơn cuối cùng trong top 10 Úc của Sherbet. Đĩa đơn tiếp theo của ban nhạc, "Beg, Steal or Borrow" hoàn toàn trượt bảng xếp hạng, và "Angela" của tháng 1 năm 1979 - từ nhạc phim cho Snapshot - lọt vào top 100 - nhưng chỉ lọt vào vị trí đội sổ.
Thành công tại Úc của nhóm đang dần suy yếu, và dù là Sherbet hay Highway, họ đều không thể tạo ra một bản nhạc ăn khách quốc tế tiếp theo "Howzat". Thất vọng vì sự nghiệp sa sút, sau khi phát hành đĩa đơn cuối cùng tại Úc mang tên Highway - "Heart Get Ready" - đứng ở vị trí thứ 89, ban nhạc tan rã vào giữa năm 1979. Trong suốt những năm 1970, nhóm được quản lý bởi Roger Davies. Nhóm tái hợp một thời gian ngắn trong buổi Concert of the Decade được tổ chức vào ngày 4 tháng 11 năm 1979 tại Nhà hát Opera Sydney và được tài trợ bởi đài phát thanh 2SM - buổi hòa nhạc được phát sóng bởi Nine Network và một alum kép đã được phát hành trên Mushroom Records vào cuối tháng đó.

### 1980–1984: The Sherbs
Vào năm 1980, Sherbet đã triệu tập lại thành The Sherbs với cùng nhân sự trước khi chia tách: Braithwaite, Harvey, Mitchell, Porter và Sandow. Cái tên mới của nhóm cũng thay đổi cách tiếp cận của họ, vì giờ đây họ có một phong cách gần như progressive new wave. Ban nhạc đã có một số thành công nhỏ ở Mỹ, nhưng gần như hoàn toàn không có dấu vết trên bảng xếp hạng ở Úc, trái ngược hoàn toàn với thời kỳ hoàng kim những năm 1970 của họ.
Album đầu tiên của The Sherbs The Skill được phát hành vào tháng 10 năm 1980. Đĩa đơn "I Have the Skill", trở thành bản nhạc ăn khách thứ hai của ban nhạc tại Hoa Kỳ ở vị trí thứ 61. The Sherbs cũng xuất hiện trên bảng xếp hạng Rock Tracks do Billboard phát hành, khi "I Have the Skill" đạt vị trí thứ 14 - vị trí cao nhất của ban nhạc trên bất kỳ bảng xếp hạng nào của Hoa Kỳ, và The Sherbs cũng nhận được phát sóng trên các đài phát thanh album-oriented rock (AOR) cho "No Turning Back". Tuy nhiên, không có đĩa đơn nào của The Skill lọt vào top 100 Kent Music Report, một sự đi xuống lớn của một ban nhạc từng là nghệ sĩ xếp hạng cao ở Úc chỉ hai năm trước đó.
Album thứ hai của The Sherbs, Defying Gravity, tiếp theo vào năm 1981, nhưng không tạo được đĩa đơn nào lọt vào top 100 của Hoa Kỳ hoặc Úc. Tuy nhiên, ban nhạc đã lọt vào bảng xếp hạng Rock Tracks của Billboard với "We Ride Tonight" đạt vị trí thứ 26 vào năm 1982. Tuy nhiên, thành công nhỏ của ca khúc không đủ để thúc đẩy doanh số bán album ở Mỹ và Defying Gravity chỉ đạt vị trí thứ 202 trên bảng xếp hạng album. Một album nhỏ, Shaping Up, xuất hiện vào năm 1982. Nó đã được giới phê bình đón nhận nồng nhiệt và tạo ra hai bản nhạc nổi bật nhỏ ở Úc, nhưng lần phát hành của Mỹ lại trượt hoàn toàn khỏi bảng xếp hạng. The Sherbs giờ đang ở một vị trí mà công chúng nghe nhạc Hoa Kỳ phần lớn thờ ơ với các đĩa nhạc của họ, và - mặc dù âm thanh mới hơn, hiện đại hơn - khán giả Úc dường như đã coi họ như một di tích của những năm 1970. Porter đã nói rằng ông cảm thấy đặc biệt khó chịu, vì ông cảm thấy The Sherbs thực sự đang viết và trình diễn tốt hơn trong thời kì này so với thời kỳ hoàng kim những năm 1970 của họ.
James rời The Sherbs vào cuối năm 1982 và được thay thế bằng Tony Leigh (cựu Harry Young and Sabbath, Gillian Eastoe Band) chơi guitar. Cuối năm 1983, nhóm thông báo quyết định tan rã vào năm 1984, họ trở lại cái tên Sherbet và thực hiện chuyến lưu diễn chia tay thành công ở Úc và đĩa đơn cuối cùng, "Tonight Will Last Forever". Shakespeare quay trở lại đồng sáng tác và xuất hiện trong đĩa đơn cuối cùng. Cả Shakespeare và James đều trở lại Sherbet trong chuyến lưu diễn cuối cùng. Sau khi nhóm tan rã, Braithwaite tiếp tục sự nghiệp cá nhân của mình ở Úc, và Porter và Shakespeare đều trở thành các nhà sản xuất nhạc thành công. Năm 1990, Sherbet được đưa vào Đại sảnh Danh vọng ARIA.

### 1998–2011: Phát triển sau này
Sherbet đã có nhiều dịp tái hợp trong những năm sau đó. Cuộc hội ngộ đầu tiên của họ là chương trình đặc biệt của ABC-TV vào đêm giao thừa năm 1998. Họ biểu diễn "Howzat" và "Summer Love" mà không có Sandow - thay vào đó là John Watson (cựu Kevin Borich Band, Australian Crawl) chơi trống. Vào ngày 10 tháng 3 năm 2001 với sự tham gia của Sandow, ban nhạc tái hợp với Gimme Ted - một buổi hòa nhạc cho Ted Mulry, với hai bài hát được thu âm cho album tưởng nhớ được phát hành dưới dạng 2×DVD vào tháng 5 năm 2003. Vào tháng 6 năm 2003 Sherbet biểu diễn tại một buổi biểu diễn khác cho Wane Jarvis (một cựu chuyên viên hòa nhạc).
Tại Lễ trao giải Logie tháng 5 năm 2006, Sherbet đã tái hợp với sáu thành viên: Braithwaite, James, Mitchell, Porter, Sandow và Shakespeare, nơi họ biểu diễn "Howzat". Ban nhạc đã biểu diễn ba chương trình vào cuối tháng 8 năm 2006 với tên gọi Daryl Braithwaite & Highway. Sau đó, họ tham gia chuyến lưu diễn Countdown Spectacular khắp nước Úc trong suốt tháng 9 và tháng 10. Năm 2006 cũng chứng kiến sự ra mắt của hai ca khúc mới được thu âm trong album tổng hợp Super Hits, "Red Dress" và "Hearts Are Insane", đều được sản xuất bởi Ted Howard.
Năm 2007, album tổng hợp trực tiếp mang tên Live....And The Crowd Went Wild được phát hành trên CD và DVD bao gồm các buổi biểu diễn được ghi lại vào những năm 1970 ở Sydney, Melbourne và Anh quốc. Vào ngày 15 tháng 1 năm 2011 Harvey James qua đời vì bệnh ung thư phổi - các thành viên còn lại ngoại trừ Shakespeare, người bị bệnh quá nặng, đã biểu diễn tại Gimme that Guitar, một buổi hòa nhạc tưởng nhớ James vào ngày 17 tháng 2. Vào ngày 15 tháng 2 năm 2012, Clive Shakespeare qua đời vì bệnh ung thư tuyến tiền liệt. Vào ngày 23 tháng 1 năm 2019, Denis Loughlin qua đời vì bệnh ung thư.

## Danh sách đĩa nhạc

### Album phòng thu
- Time Change... A Natural Progression (1972)
- On with the Show (1973)
- Slipstream (1974)
- Life... Is for Living (1975)
- Howzat! (1976)
- Photoplay (1977)
- Sherbet (1978)

#### Highway
- Highway 1 (1978)

#### The Sherbs
- The Skill (1980)
- Defying Gravity (1981)
- Shaping Up (1982)

## Các thành viên
Sắp xếp theo thứ tự thời gian:
- Denis Loughlin - hát chính (1969–1970)
- Doug Rea – guitar bass (1969)
- Sam See – keyboard, organ, guitar, hát (1969–1970)
- Clive Shakespeare – guitar, hát (1969–1976, 1984, 1998, 2001, 2003, 2006, 2007)
- Danny Taylor – dàn trống (1969)
- Alan Sandow – dàn trống, nhạc cụ gõ, trống bongo, chimes (1969–1984, 2001, 2003, 2006, 2007, 2011)
- Daryl Braithwaite – hát chính, tambourine, tabla (1970–1984, 1998, 2001, 2003, 2006, 2007, 2011)
- Bruce Worrall – guitar bass (1970–1972)
- Garth Porter – keyboard, clavinet, piano, hát chính, hát phụ, Hammond organ, piano điện, synthesizer (1970–1984, 1998, 2001, 2003, 2006, 2007, 2011)
- Tony Mitchell – guitar bass, ukulele, hát phụ (1972–1984, 1998, 2001, 2003, 2006, 2007, 2011)
- Gunther Gorman – guitar (1976)
- Harvey James – guitar, hát phụ, slide guitar (1976–1982, 1984, 1998, 2001, 2003, 2006, 2007)
- Tony Leigh – guitar (1982–1984)
- John Watson – trống (1998)
- Gabe James (2011)
- Josh James (2011)

## Giải thưởng và đề cử

### Giải thưởng Âm nhạc ARIA
Giải thưởng Âm nhạc ARIA được trao thường niên công nhận sự xuất sắc, đổi mới và thành tựu trên tất cả các thể loại âm nhạc của Úc, được thành lập vào năm 1987. Sherbet được đưa vào Đại sảnh Danh vọng vào năm 1990.
| Năm  | Đề cử / Tác phẩm | Giải thưởng             | Kết quả           |
| ---- | ---------------- | ----------------------- | ----------------- |
| 1990 | Sherbet          | Đại sảnh Danh vọng ARIA | Lọt vào danh sách |

### Go-Set Pop Poll
Go-Set Pop Poll được điều phối bởi tờ báo nhạc pop dành cho thanh thiếu niên Go-Set và được thành lập vào tháng 2 năm 1966 để tiến hành các cuộc bình chọn thường niên từ năm 1966 đến năm 1972 của độc giả để xác định những nghệ sĩ được yêu thích nhất.
| Năm  | Đề cử / Tác phẩm   | Giải thưởng                | Kết quả |
| ---- | ------------------ | -------------------------- | ------- |
| 1972 | Sherbet            | Nhóm nhạc Úc xuất sắc nhất | 1       |
| 1972 | "You're All Woman" | Đĩa đơn Úc xuất sắc nhất   | 2       |

### Giải thưởng King of Pop
Giải thưởng King of Pop do độc giả của TV Week bình chọn. Giải thưởng King of Pop bắt đầu từ năm 1967 và kéo dài đến năm 1978.
| Năm  | Đề cử / Tác phẩm            | Giải thưởng                      | Kết quả   |
| ---- | --------------------------- | -------------------------------- | --------- |
| 1973 | Sherbet                     | Nhóm nhạc Úc được yêu thích nhất | Đoạt giải |
| 1974 | Sherbet                     | Nhóm nhạc Úc được yêu thích nhất | Đoạt giải |
| 1975 | Daryl Braithwaite (Sherbet) | Ông hoàng nhạc Pop               | Đoạt giải |
| 1975 | Sherbet                     | Nhóm nhạc Úc được yêu thích nhất | Đoạt giải |
| 1975 | "Summer Love"               | Đĩa đơn Úc nổi tiếng nhất        | Đoạt giải |
| 1976 | Daryl Braithwaite (Sherbet) | Ông hoàng nhạc Pop               | Đoạt giải |
| 1976 | Sherbet                     | Nhóm nhạc Úc được yêu thích nhất | Đoạt giải |
| 1976 | Howzat!                     | Album Úc nổi tiếng nhất          | Đoạt giải |
| 1976 | "Howzat"                    | Đĩa đơn Úc nổi tiếng nhất        | Đoạt giải |
| 1977 | Daryl Braithwaite (Sherbet) | Ông hoàng nhạc Pop               | Đoạt giải |
| 1977 | Sherbet                     | Nhóm nhạc Úc được yêu thích nhất | Đoạt giải |
| 1977 | Photoplay                   | Album Úc nổi tiếng nhất          | Đoạt giải |
| 1977 | "Magazine Madonna"          | Đĩa đơn Úc nổi tiếng nhất        | Đoạt giải |
| 1978 | Sherbet                     | Nhóm nhạc Úc được yêu thích nhất | Đoạt giải |

### Giải thưởngTV Week/Countdown
Countdown là một chương trình truyền hình về nhạc pop của Úc trên đài truyền hình quốc gia ABC-TV từ năm 1974–1987, chương trình đã trao các giải thưởng âm nhạc từ năm 1979 đến năm 1987, ban đầu kết hợp với tạp chí TV Week.
| Năm  | Đề cử / Tác phẩm | Giải thưởng              | Kết quả |
| ---- | ---------------- | ------------------------ | ------- |
| 1979 | Sherbet          | Nhóm nhạc nổi tiếng nhất | Đề cử   |